# 南冲水库
南冲水库位于湖南省邵东县与双峰县两县交界处，库容0.155万立方米，坝高41米。自1969年开始蓄水，主要担负农田灌溉，可辅助发电。